# Hernán Jasen
Hernán "Pancho" Emilio Jasen Cicarelli (Bahía Blanca, 4 de fevereiro de 1978) é um basquetebolista profissional argentino, atualmente joga no CB Estudiantes.